# Mannafjall
Mannafjall är en kulle i republiken Island. Den ligger i regionen Västfjordarna, 250 km norr om huvudstaden Reykjavík. Toppen på Mannafjall är 272 meter över havet, eller 172 meter över den omgivande terrängen. Bredden vid basen är 1,8 km.
Trakten runt Mannafjall är nära nog obefolkad, med mindre än två invånare per kvadratkilometer. Det finns inga samhällen i närheten. Trakten runt Mannafjall består i huvudsak av gräsmarker.